# Standardi oskrbe za zdravje transspolnih oseb
Standardi oskrbe za zdravje transspolnih in spolno raznolikih oseb (SOC) so mednarodni klinični protokol Svetovnega strokovnega združenja za transspolno zdravje (WPATH), ki opredeljuje priporočeno obravnavo transspolnih in spolno raznolikih oseb, vključno s socialno, hormonsko in/ali kirurško tranzicijo. Čeprav obstajajo tudi drugi standardi in smernice, je WPATH SOC najbolj razširjen protokol, ki ga uporabljajo strokovnjaki, ki delajo s transspolnimi in spolno raznolikimi osebami.
Standardi oskrbe se redno posodabljajo in revidirajo. Prva različica je bila objavljena leta 1979. WPATH je leta 2022 izdal različico 8, aktualno izdajo. Prejšnje različice so bile objavljene leta 1979 (1.), 1980 (2.), 1981 (3.), 1990 (4.), 1998 (5.), 2001 (6.) in 2012 (7.).
Različica 8 WPATH SOC, najnovejša različica, je bila objavljena na spletu 15. septembra 2022.

## Svetovno strokovno združenje za transspolno zdravje (WPATH)
Svetovno strokovno združenje za zdravje transspolnih oseb (WPATH) je strokovno združenje, ki promovira standardizirano zdravstveno nego transspolnih in spolno raznolikih oseb. WPATH je septembra 1979 ustanovil endokrinolog in seksolog Harry Benjamin, katerega namen je bil  ustvariti mednarodno skupnost strokovnjakov, specializiranih za obravnavo spolne raznolikosti.
Organizacija se je izvorno imenovala Mednarodno združenje Harryja Benjamina za spolno disforijo (HBIGDA) in se je v letu 2007 preimenovala z namenom, da bi svoj fokus preusmerilo z duševnih bolezni na krepitev zdravja in dobrega počutja.

## Zgodovina in razvoj Standardov oskrbe
Pred uvedbo prvih Standardov oskrbe ni obstajalo nobeno soglasje o psihiatričnih, psiholoških, medicinskih in kirurških zahtevah ali postopkih za spolno potrjujočo zdravstveno oskrbo transspolnih oseb. Pred 60. leti 20. stoletja je le malo držav ponujalo varne in zakonite medicinske možnosti, mnoge izmed njih pa so 'navzkrižno spolno vedenje' (cross-gender behavior) kriminalizirale ali pa predpisovale nepreverjeno psihiatrično zdravljenje.
Kot odgovor na to stanje je Mednarodno združenje za spolno disforijo Harryja Benjamina (danes WPATH) pripravilo enega prvih sklopov kliničnih smernic z izrecnim namenom zagotoviti "trajno osebno zadovoljstvo s spolnim sebstvom, da bi dosegli čim boljše splošno psihološko počutje in samouresničitev“ transspolnih oseb v obravnavi.

### Standardi oskrbe1-4
Prve štiri različice Standardov oskrbe so imele naslov Standardi oskrbe: Hormonska in kirurška sprememba spola pri osebah s spolno disforijo (Standards of Care: The Hormonal and Surgical Sex Reassignment of Gender Dysphoric Persons). Prva različica je bila objavljena leta 1979, revizije pa so bile opravljene leta 1980, 1981 in 1990. Revizije so bile razmeroma majhne, saj je besedilo med ostajalo večinoma enako.
Prve štiri različice Standardov oskrbe je kot samostojne dokumente objavilo Mednarodno združenje za spolno disforijo Harryja Benjamina. Tretja različica pa je bila leta 1985 objavljena tudi kot ponatis v reviji Archives of Sexual Behavior.

### Standardi oskrbe5
Leta 1998 je bila objavljena peta različica Standardov oskrbe z naslovom Standardi oskrbe za motnje spolne identitete (The Standards of Care for Gender Identity Disorders), ki je predstavljal prvo večjo vsebinsko prenovo in je bil objavljen v International Journal of Transgenderism.

### Standardi oskrbe6
Šesta različica z naslovom The Harry Benjamin International Gender Dysphoria Association's Standards of Care for Gender Identity Disorders je bila objavljena leta 2001 v International Journal of Transgenderism. Šesta različica je med drugim priporočala, da strokovnjaki za duševno zdravje v pismu dokumentirajo pacientovo pomembno anamnezo, ki bi jo morali pred fizičnim posegom zahtevati tudi zdravstveni delavci, ter pri 'merilih upravičenosti in pripravljenosti' določala zelo specifične minimalne zahteve kot predpogoj za hormonsko nadomestno zdravljenje ali kirurške posege za potrditev spola.
Iz teh in drugih razlogov je obveljal WPATH SOC 6 kot sporen in pogosto zlonameren dokument med nekaterimi pacienti, saj so poročali, da jim je bila na podlagi SOC neupravičeno odvzeta ali zavrnjena zakonsko zaščitena pravica do ustrezne zdravstvene oskrbe ali zdravljenja.

### Standardi oskrbe7
Sedma različica z naslovom Standardi oskrbe za zdravje transspolnih, transseksualnih in spolno neskladnih oseb (Standards of Care for the Health of Transsexual, Transgender, and Gender Nonconforming People) je bila objavljena leta 2012 v International Journal of Transgenderism in kot samostojen dokument.
Smernice so vsebovale poglavja o namenu in uporabi WPATH SOC, globalni uporabnosti WPATH SOC, razliki med spolno neskladnostjo in spolno disforijo, epidemiologiji, zdravljenju otrok, mladostnikov in odraslih, duševnem zdravju, hormonskem nadomestnem zdravljenju, reproduktivnem zdravju, glasovni in sporazumevalni terapiji, kirurgiji za potrditev spola, vseživljenjski preventivni in primarni oskrbi, uporabnosti WPATH SOC za osebe, ki živijo v institucionaliziranih okoljih, in uporabnost WPATH SOC za osebe z motnjami v spolnem razvoju.
Sedma različica vključuje tudi poudarek na nenehno razvijajočem se jeziku, ki se uporablja za opis in obravnavo transspolnih, transseksualnih in spolno neskladnih oseb. Poudarek je na dejstvu, da identifikacija s temi oznakami ne pomeni, da je nekdo sam po sebi duševno moten ali abnormalen, in da se mora zdravljenje transspolnih oseb osredotočiti na lajšanje trpljenja, ki ga povzroča spolna disforija. Standardi oskrbe 7 se izreče tudi proti "odvzemu državljanskih in človekovih pravic zaradi spolne identitete." 
Sedma različica, podobno kot njena predhodnica, zahteva napotitve za kirurške posege na podlagi določenih meril, vendar za razliko od šeste različice opozarja na pomen informiranega soglasja in poslušanja pacientovih želja.

### Standardi oskrbe8
Osma različica z naslovom Standardi oskrbe za zdravje transspolnih in spolno raznolikih oseb (Standards of Care for the Health of Transgender and Gender Diverse People) je bila objavljena leta 2022. V osemnajstih poglavjih vsebuje priporočila za zdravstvene delavce. Smernice je pripravil multidisciplinarni odbor strokovnjakov na podlagi prejšnjih različic in z uporabo metode Delphi.
Različica 8 je prva, ki vključuje poglavje o oskrbi mladostnikov, ločeno od poglavja o oskrbi otrok. Ta različica protokola ne navaja posebnih starostnih omejitev za zdravljenje in poudarja, da se je treba odločiti za vsakega pacienta posebej.
V poglavju 8 so tudi prvič vkjlučene nebinarne osebe. Standardi oskrbe priporočajo, da se nebinarnim osebam omogoči zdravljenje in socialna podpora v individualnih kombinacijah, na primer z zagotavljanjem medicinskih posegov brez socialne tranzicije ali operacije za potrditev spola brez hormonske terapije. Poglavje dodatno opozarja na edinstvene izkušnje nebinarnih oseb z diskriminacijo, manjšinskim stresom in težavami pri dostopu do spolno potrjujoče zdravstvene obravnave, ki bi jih morali upoštevati izvajalci zdravstvenih storitev.

## Stardardi oskrbe WPATH v Sloveniji
Interdisciplinarni konzilij za potrditev spolne identitete, ki kot skupina strokovnjakov deluje v okviru spolno potrjujoče zdravstvene oskrbe transspolnih oseb v Sloveniji, zagotavlja, "da se storitve medicinske tranzicije izvaja v skladu s smernicami za delo s transspolnimi, transseksualnimi in spolno nenormativimi osebami, ki jih izdaja Svetovna profesionalna organizacija za zdravje transspolnih oseb."
Zagovornik načela enakosti RS v posebnem poročilu iz leta 2021 o položaju transspolnih oseb v Sloveniji omenja Standarde oskrbe WPATH in piše, da "je pojav spolne nenormativnosti po vsem svetu obremenjen s stigmo. Ta lahko vodi v predsodke in diskriminacijo, ki se kažejo v t. i. manjšinskem stresu." Nekatere spolno nenormativne osebe lahko doživljajo spolno disforijo, pri kateri je en od načinov za spopadanje s stresom in nelagodjem "zdravljenje, ki ljudem s takšno stisko pomaga pri raziskovanju njihove spolne identitete in iskanju spolne vloge, ki jim ustreza."
V Raziskavi potreb transspolnih oseb v Sloveniji iz leta 2015 Zavod TransAkcija navaja Standarde oskrbe 7, ko opozarja, da transspolne identitete niso patološke ali negativne, in predlaga, "da zakonodajalke_ci upoštevajo človekove pravice transspolnih oseb in poskušajo oblikovati pravne postopke in zakone, osnovane na samoidentifikaciji oseb."